# Calidad Pascual
Calidad Pascual (anteriorment Grupo Leche Pascual) és una empresa espanyola situada a Aranda de Duero (Burgos, Castella i Lleó). Es dedica a la preparació i envasament de llet i derivats, i altres productes com sucs, refrescos, cereals, aigua mineral i begudes de soja. Actualment és la tercera marca de consum de productes làctis d'Espanya i és la tercera empresa per volum de negoci de la província de Burgos.
La companyia va ser fundada el 1969 per Tomás Pascual i està controlada per la família Pascual. La seu central es troba a Aranda de Duero i les oficines a Madrid.

Logotip que Grupo Leche Pascual va utilitzar fins al 2014.